# سواقة متغيرة التردد
محول التردد أو محول الهرتز في الهندسة الكهربائية والفيزياء أحد أنواع مقومات التيار يقوم بتغيير تردد التيار ومطال جهده بحيث يناسب تشغيل آلة كهربائية مثل محرك تيار ثلاثي الأطوار وغيره. ويمكن تحديد تردد ومطال الجهد الناتج من المحول بحيث يتمشى مع احتياجات الآلة الكهربائية والحمل المحمل عليها. بعض تلك محولات التردد يكون مزودا بمجسات إضافية تقوم بقراءة سرعة الآلة أو تعيين الزاوية الآنية للعضو الدوار.

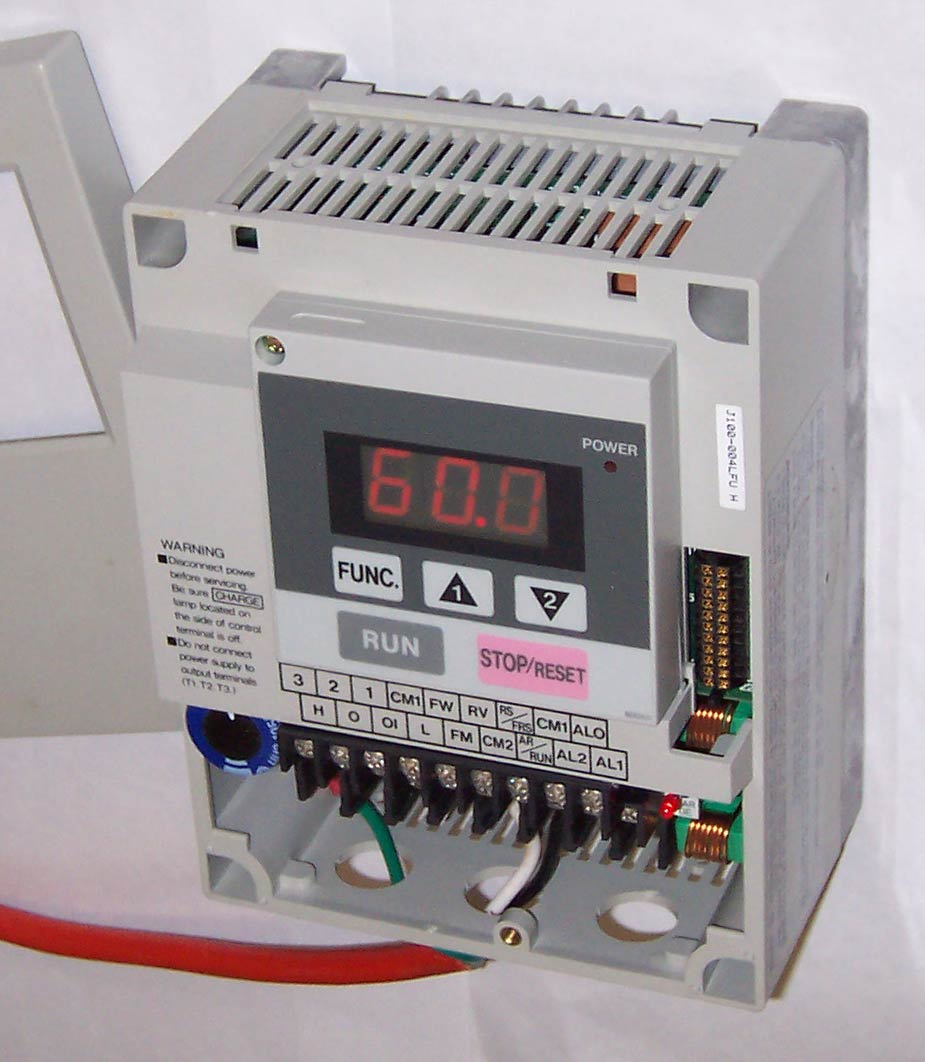
محول تردد ذو قدرة صغيرة لتشغيل محرك تيار ثلاثي الأطوار غير تزامني.

بحسب نوع الآلة الكهربائية يمكن لمحول التردد أن يعمل على تحويل التيار المتردد ذو طور واحد أو يعمل على تحويل تيار ثلاثي الأطوار، أو تحويل تيار متردد ذو طور واحد إلى تيار ثلاثي الأطوار لتغذية محرك تيار ثلاثي الأطوار.
توجد عدة أنواع من محول التردد متشابهة في تكوينها، وهي في العادة لا تقوم بضبط أو تشغيل آلة كهربائية واحدة عند تردد وجهد محددين وإنما يُمكن ان تمد عدة أجهزة تعمل بجهود وترددات مختلفة.

## تركيبه

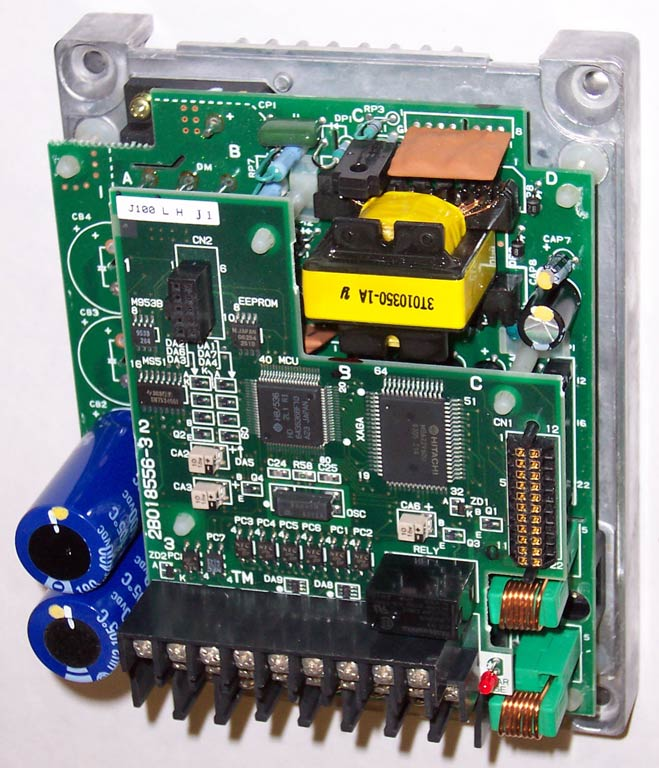
محول تردد بسيط.

يتكون محول التردد من مقوم تيار يقوم بتزويد دارة وسطية بالتيار المستمر، ويقوم في نفس الوقت بتزويد مقوم آخر بالتيار المتردد. وتتكون الدارة الوسطية من مكثف بغرض تسوية التيار المستمر وكذلك بملف لخفض الشوشرة أو تموجات التيار.
كما يوجد نوع من محول التردد يعمل بطريقة مباشرة من دون دارة وسطية ويسمى هذا النوع «محول ماتريكس». وهذا النوع يحتاج إلى تيار ثلاثي الأطوار، بينما يعمل المحول بدارة وسطية لتزويد ترام بتيار متردد ذو طور واحد. يوجد في الدارة الوسطية وحدة تخزين بحيث يجرج من المحول قدر مستمرة غير متقطعة. وأحيانا يمكن توصيل عدة مقومات للتردد بالدارة الوسطية، ولهذا يستخدم محول التردد في ألات تصنيع كثيرة.

## خلفية التقنية

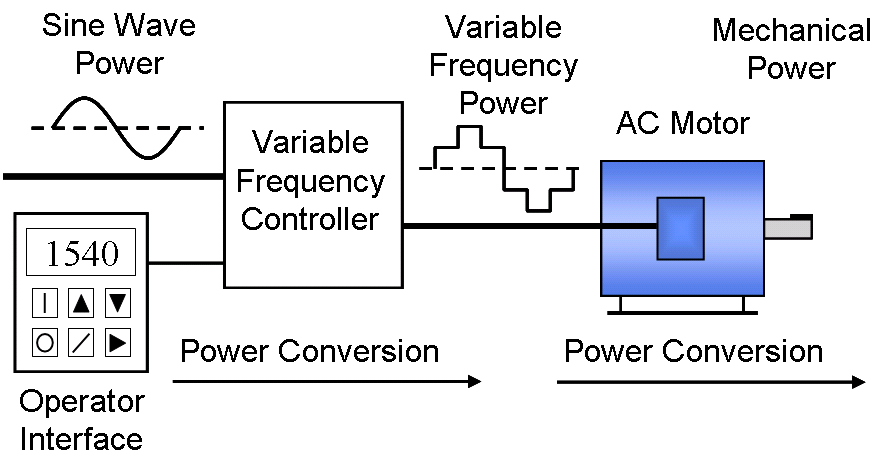
مبدأ عمل محول التردد.

عندما يوصل محرك تيار ثلاثي الأطوار غير تزامني بالتيار المتردد مباشرة يكون سرعة دورانه معتمدة على عدد أزواج الأقطاب وتردد المصدر الكهربائي. وفي البدء التشغيل يكون عزم الدوران لازال صغيرا وتنشأ تيارات شديدة في الملفات. للخفض من تلك التأثيرات يمكن الاستعانة بوسائل متعددة. ومن تلك الوسائل مثلا توصيلة نجمة-دلتا أو استخدام محول ابتدائي. ولكن في تلك الحالات يصعب الوصول بالسرعة إلى السرعة الإسمية للمحرك.
هذا من دون محول التردد.

### زيادة سرعة الدوران
تمكن محولات التردد من زيادة سرعة دوران المحرك من الصفر إلى السرعة الإسمية بطريقة ناعمة، وبدون حدوث انخفاض في عزم الدوران. كما يمكن تشغيل المحرك عند تردد اعلى من التردد الدوراني الإسمي إلا انه في هذه الحالة ينخفض عزم الدوران حيث ان الجهد لا يتواءم تماما مع التردد. ولهذه الخواص نجد محول التردد منتشرا في المصانع ويسمح بتشغيل محركات غير تزامنية معتادة معتدلة الثمن، تقدم مجالا واسعا لسرعات الدوران. كما يمكن زيادة سرعة الدوران لمحركات موصلة بتوصيل دلتا 400 فولت و50 هرتز / وتوصيل نجمة 230 فولت و50 هرتز مع توصيل محول تردد بتوصيل دلتا حتى تردد 87 هرتز {\displaystyle (50~\mathrm {Hz} \cdot {\sqrt {3}})} وبالتالي زيادة سرعة الدوران مع الاحتفاظ بعزم الدوران. ويجب في تلك الحالة الاهتمام بالتبريد حيث أن مروحة تبريد الجهاز تعمل بكل طاقتها بسبب فقد الطاقة المتزايد في الأجزاء الحديدية (وهذا الفقد وارتفاع درجة الحرارة يتناسب مع
التردد) فيصبح المحرك معرضا لحرارة عالية وفي نفس الوقت عليه تحمل حمل ميكانيكي شديد.
السرعات البطيئة للمحرك تحددها سرعة الانزلاق (= سرعة التزامن - سرعة عدم التزامن) وعدد أزواج الاقطاب في المحرك. ويحتسب تردد الانزلاق للعضو الدوار بواسطة العلاقة: سرعة الانزلاق
{\displaystyle (n_{SL})} مضروبة في عدد أزواج الأقطاب {\displaystyle (p)} ومقسوما على 60، أي يساوي {\displaystyle ({\frac {n_{SL}\cdot p}{60}})}.
ولا بد من تعدى تردد الانزلاق لضمان عمل سليم للمحرك (وهناك قاعدة تقول: ضعف تردد الانزلاق عند سرعة دوران صغيرة) وإلا يتوقف المحرك فجأة. محولات التردد الحديثة لا تسمح بوصول المحرك إلى هذا الحد إذ أنها «تعوض الانزلاق» بطريقة مستمرة.

### بدء الحركة بعزم دوران عالي
يمكن تفادي حدوث ارتفاع شديد في التيار عند بدء الحركة بعزم دوران عالي عن طريق برمجة ما يسمى «منصة تردد». كما تستطيع بعض المحولات ضبط الانزلاق في المحرك وتمنع توقفه المفاجيء.
وبعضها يستطيع ضبط عزم الدوران على حدة أو ضبط سرعة الدوران على حدة.

## نطاقات التطبيق
تختلف مواصفات محولات التردد بحسب الغرض المستخدمة فيه.

### الترام
تسمى محولات التردد الحديثة المستخدمة في تشغيل الترام والقطار الكهربائي «محول تردد جر» وهو يعمل على أخذ الكهرباء من كبل نقل التيار المعلق أو من قضيب التيار ويحوله إلى تيار ثلاثي الأطوار بحيث تنشأ لتشغيل المحرك.

### الطلمبات والمراوح
في البدء (ابتداء من 0 هرتز) لا يحتاج إلى عزم كبير، ولكنه يزداد تربيعيا بعد ذلك حتى يصل إلى سرعة الدوران الإسمية وعزم الدوران الإسمي.
وينخفض عزم الدوران تربيعيا مع زيادة سرعة الدوران، وبالتالي عند خفض التيار إلى النصف ينخفض تبعا لذلك عزم الدوران إلى الربع. وتحتسب القدرة الميكانيكية من المعادلة:
M×2×π×n = القدرة الميكانيكية
فتنخفض القدرة إلى الثـُمن. (حيث M: عزم الدوران، n: عدد الدورات في الثانية) مع اهمال فقد الطاقة في محول التردد.

### الرافعات والعربات
يحتاج في البدء هنا (عندما يكون التردد قريبا من الصفر) إلى عزم يفوق عزم الدوران الإسمي كثيرا (125% - 200% بحسب التطبيق). وبعدها يدور العضو الدوار بعجلة منتطمة حتى يصل إلى سرعة منتظمة، فيبقى عزم الدوران ثابتا. في تلك المنطقة يكون عزم الدوران أقل قليلا من منحنى عزم الدوران الإسمي للمحرك.
عن طريق محول التردد يمكن هنا أيضا تشغيل المحرك تشغيلا سلسا.

### محرك مؤازرة Servo
وظيفة ناقل حركة المؤازر هو الضبط الإلكتروني للوضع والسرعة وعزم الدوران (أو طبد تشكيلة منها). تلك التطبيقات نجدها في آلات الإنتاج وآلات التعبئة وألات الطباعة والروبوت، وهي آلات على درجة عالية من دقة الحركة.
وتتميز تلك الآلات بامكانية تشغيلها بسرعات دوران وبعزوم مختلفة ومتغيرة. وتستطيع محركات المؤازرة ان تجري بعزم الدوران الإسمي حتى عند التوقف.

## اقرأ أيضا
- مغير التردد
- مبدل
- محول التيار
- محول كهربائي
- محول دلتا ستار
- مقوم
- مبدل رقمي تناظري
- مبدل تناظري رقمي
- معاوقة
- ملف التكرار
- جهاز التحكم في الجهد
- ضاغط هواء متغير السرعة